# Сербы в Хорватии
Сербы в Хорватии (хорватские сербы или краинские сербы, хорв. Srbi u Hrvatskoj, серб. Срби у Хрватској) — крупнейшее национальное меньшинство в Хорватии. Исторически сербов родом из Хорватии называли нем. «Grenzers» (серб. Крајишници) или граничары, что в переводе буквально означает «пограничники», поскольку сербы селились в основном на границе Австрийской империи с Турцией (Военная граница, или «Военная Краина»). Также это название отражало основной род деятельности сербов в австрийской армии.
На территории современной Хорватии сербы проживали со времён переселения славян на Балканы, когда они основали несколько государств в Южной Далмации. На территории нынешних Славонии и Центральной Хорватии они стали активно мигрировать из Сербии и Боснии после 1538 года, когда император Священной Римской империи Фердинанд I предоставил убежище и места для постоянного проживания сербам, которые подвергались дискриминации в Османской империи. В приграничных областях Австрийской империи была создана военная администрация, получившая название «Военная граница», или «Военная Краина» (нем. «Militargrenze», серб. «Војна крајина», или «Војна граница»). Сербы получили землю и не облагались налогами, в обмен на это они должны были вести военную службу и охранять границы Австрии. После того, как Сербия получила независимость от Османской империи, большое число сербов проживали на территории Австро-Венгерской империи (особенно много сербов жило в Боснии и Герцеговине и непосредственно на территории Хорватии и Славонии). Желание Сербского королевства воссоединить все земли с сербским населением стало одной из причин кризиса на Балканах и начала Первой мировой войны. После вхождения Хорватии в состав Королевства сербов, хорватов и словенцев большое число сербов продолжало жить на территории Хорватии. Во время Второй мировой войны режимом усташей вёлся геноцид сербов. После начала распада Югославии и провозглашения независимости Хорватии, сербы, живущие в Хорватии не желали отсоединения от Югославии. В ответ на провозглашение независимой Хорватии хорватские сербы провозгласили своё государство Республика Сербская Краина (РСК). После этого началась война в Хорватии между хорватами и сербами РСК.
Сербская Краина стала непризнанным государством хорватских сербов, которые надеялись на независимость от Хорватии, международное признание и полное самоуправление. В ходе гражданской войны в Югославии государство хорватских сербов контролировало практически всю свою территорию и противостояло попыткам хорватской армии вернуть территории населённые сербами в состав Хорватии. Однако в 1995 году хорватские вооружённые силы провели операцию «Буря», в результате которой Сербская Краина перестала существовать, а её территория вернулась в состав Хорватии. После начала операции сербские беженцы стали в срочном порядке покидать территорию Сербской Краины, захваченную хорватскими войсками. В результате операции существенно изменилась этническая карта современной Хорватии: оттуда бежали, по разным оценкам, от 200 000 до 250 000 сербов, ещё несколько тысяч гражданских сербов были убиты.
В итоге гражданской войны в Югославии число сербов с 12 % (581 663 человек) от общего числа населения Хорватии (1991 год) снизилось до 4 % (201 631 человек) (2001 год).

## Демография
Наибольшее число сербов в Хорватии проживает в Загребе. Также большое число сербов проживает в Бании, Кордуне, Лике, Северной Далмации, Славонии, Западном Среме и Бараньи. Небольшое число сербов проживает в южной Далмации, Било-Горе, Мославине, Горском Котаре и Истрии. В 17 муниципальных общинах в Хорватии сербы составляют большинство населения. В 1971 году было зафиксировано наибольшее число сербов, проживающих в Хорватии (626 000 человек или 14 % населения). Число сербов в 1991 году (более 580 000) было всё ещё значительно выше показателя 2001 года, когда количество, согласно данным хорватской переписи населения, составило чуть больше 200 000 человек.
Численность сербов в Хорватии
| Год переписи | Число сербов  | %       | Общее население Хорватии |
| ------------ | ------------- | ------- | ------------------------ |
| 1931         | более 633 000 | 18,45 % | 3 430 270                |
| 1948         | 543 795       | 14,39 % | 3 779 858                |
| 1953         | 588 756       | 14,96 % | 3 936 022                |
| 1961         | 624 991       | 15,02 % | 4 159 696                |
| 1971         | 626 789       | 14,16 % | 4 426 221                |
| 1981         | 531 502       | 11,55 % | 4 601 469                |
| 1991         | 581 663       | 12,16 % | 4 784 265                |
| 2001         | 201 631       | 4,54 %  | 4 437 460                |
| 2011         | 186 633       | 4,36 %  | 4 284 889                |

В 1921 году сербов в Далмации было 106 132 человека, а в остальной Хорватии 658 769 человек. Однако в эти цифры включены и сербы, проживающие в Среме, который в 1931 переписывался отдельно и позднее был включен в состав Сербии.

## История сербов в Хорватии

### Средние века и Новое время
Сербы на территории будущей Сербской Краины проживали со времен Средневековья, причём ещё до вторжения Османской империи на Балканы. К примеру, первые упоминания о сербах в Среме, Славонии и Далмации датируются VII веком н. э. Однако большинство населения сербы тогда составляли только в районах Южной Далмации, где они основали несколько своих княжеств — Паганию, Травунию и Захумье. В этот период западной границей расселения сербов был район современного Сплита. Первым сербским монастырём на территории Королевства Хорватия был монастырь Крупа, основанный в 1317 году монахами, бежавшими из Боснии от турок, на средства короля Стефана Уроша II. Примерно в то же время был основан монастырь Крка на средства принцессы Елены Шубич Неманьич, сестры короля Стефана Уроша IV и жены хорватского вельможи Младена III Шубича.
После начала османского завоевания Балкан множество сербов бежало из Центральной Сербии, Боснии, Косова и других территорий, которые подверглись турецкому нашествию. В 1462 году под ударами турок пал город Яйце в Боснии. После этого 18 000 сербских семей переселились в Ликскую и Крбавскую жупанию. Венгерский король Матьяш Корвин предоставил им свободу вероисповедания и освободил от налогов, но потребовал участия в обороне от турок. На участке от побережья Адриатики до Яйце правитель Венгрии основал Сеньскую капетанию. Именно тогда и появилось собственно название «Краина» — оно означало пограничные участки вдоль венгерско-турецкой границы, пролегавшей по реке Уне. В это же время на службу короля были приняты многочисленные сербские феодалы со своими отрядами. В итоге значительную часть конницы в венгерской армии составляли сербские отряды.
Разрушительные походы османских войск способствовали оттоку сербского населения из Сербии и Боснии в Далмацию, Лику, Кордун, Банию, Славонию, Баранью и Срем. В 1527 году австрийский герцог Фердинанд был провозглашен хорватским королём. Вместе с этим он предпринимает ряд мер по защите границы, усиливая Краину. Сама Краина тогда делилась на две составных части: первая простиралась от Адриатики до реки Савы, а вторая от Савы до Дравы и Дуная.
В 1578 году была создана Военная граница (или Военная Крайна), предназначенная для защиты от турок. Таким образом, земли современной Хорватии были разделены Веной на две части: военную и гражданскую. В военную вошли населённые сербскими и влашскими переселенцами территории, в гражданскую — непосредственно те районы, которые не соприкасались с Османской империей. После разгрома хорватов в 1493 году турками хорватское население с этих земель начало миграцию на острова и укреплённые города на побережье, а также в Венгрию, Моравию, Италию. Особенно сильно это ощущалось на «военной» территории. Опустошение было настолько велико, что в районах Загреба, Вараждина и Крижевцев к 1584 году насчитывалось только 3000 семей, способных платить налоги. При этом на военном совете в Вене высказывались обвинения, что за такое положение ответственны и местные хорватские и венгерские дворяне. В одном из писем сербских старейшин герцогу Фердинанду из 1596 года говорится, что только между реками Уной и Купой находились 17 совершенно пустых городов, куда сербы просили разрешения заселиться.
В 1627 году сербы-переселенцы получили правовой статус в Империи. Император Фердинанд II в обмен на пожизненную военную службу предоставил граничарам особое положение и ряд привилегий. Они подчинялись непосредственно Вене, им была выделена земля, они были освобождены от всех повинностей и налогов и не могли стать зависимыми от хорватских дворян кметами (крепостными). В результате земли Военной Краины вышли из подчинения бану (наместнику императора) и Сабору (хорватскому дворянскому собранию). В 1630 году Фердинанд II даровал сербам «Устав», по которому им предоставлялось внутреннее самоуправление. На Джурджевдан каждое село выбирало судью и кнеза (местного главу с административными правами), а для всех трёх сербских капетаний (военных округов) между Дравой и Савой был создан специальный суд во главе с верховным судьёй. Согласно «Уставу», все граничары были обязаны строить укрепления, а в случае мобилизации все мужчины в возрасте от 18 лет должны были встать в строй. Необходимо отметить, что краишники участвовали и в других войнах, которые вела Австрийская империя.
Даже после получения гражданских прав православные сербы подвергались религиозной дискриминации в католической Австрийской империи. Нередко из-за этой политики австрийских властей в Хорватии и Славонии вспыхивали сербские восстания. В 1755 году после того, как австрийцы упразднили православный монастырь Марча, сербское население под руководством Петра Любоевича подняло восстание. В это время сербы Хорватии, Славонии и Подравины вели борьбу за сохранение своей национальной идентичности и религии. В конце XVIII века в Хорватии была открыта первая сербская школа, в это время было построено и большинство православных церквей и семинарий на территории Хорватии. Например Горнокарловацкий епископ Лукиян Мушицкий основал 80 сербских школ. Стал издаваться сербский журнал «Добрый пастырь». В середине XVIII столетия значительное число сербов с территории Военной Краины переселилось в Россию, в так называемую Новую Сербию (Екатеринославскую губернию) на юге современной Украины. В России из них также формировали воинские подразделения, участвовавшие в боях с крымскими татарами. В то же время в те земли Военной границы, откуда сербы уходили в Россию, прибывали немецкие колонисты, число которых резко возросло.

### XIX век — 1918 год
В 1848 году власти Австро-Венгерской империи дали согласие на создание Сербской Воеводины. После этого сербы на всей территории Австро-Венгрии (Славонии, Хорватии, Воеводины) укрепили свой политический и социальный статусы. Сербы сформировали собственную политическую организацию — Самостоятельную сербскую партию, издавали книги на кириллице и имели десятки читальных залов в Госпиче, Загребе, Задаре, Дубровнике и других городах. Когда стала очевидной слабость Османской империи, Военная граница потеряла смысл своего существования и постепенно была упразднена. В 1850 году Краинским основным законом Вена поставила точку в длительном процессе реформирования и переустройства Военной границы. И хотя в 1873 году для неё было создано отдельное военное управление, уже в 1881 году по указу императора Краина была демилитаризована. 8 января 1881 года Военная граница объединилась с Хорватией и Славонией в венгерскую административно-территориальную единицу Королевство Хорватия и Славония. До этого собственно Хорватия и Славония территориально не соприкасались, между ними находились земли Военной границы. К тому времени вдоль границы с Боснией и другими турецкими владениями образовались области компактного проживания сербов — Далмация, Лика, Кордун, Бания и Славония.
Сербы активно участвовали в экономический жизни империи. Всего к концу XIX века на территории Хорватии существовало 33 сербские организации различной деятельности, помимо этого существовали несколько благотворительных сербских организаций. После упразднения Военной границы активизировалась политическая деятельность сербов. Было создано несколько партий, некоторые из которых сотрудничали с хорватскими партиями. Однако австро-венгерские власти не желали широкой автономии сербов и отрицательно относились к идее сербскохорватского объединения в составе империи. Ряд хорватских политиков, в том числе Анте Старчевич и Йосип Франк, также считал сербов чуждым элементом и пропагандировал сербофобию. В то время как сербы получали поддержку от бана Куэна-Хедервари, назначенного Будапештом, некоторые хорватские политики искали покровительства в правящих кругах в Вене. Согласно переписи населения 1910 года, православных сербов на территории хорватско-славонского участка бывшей Военной границы насчитывалось 649 453 человека.
Между тем, имелись примеры сотрудничества сербских и хорватских партий в Австро-Венгрии. Его кульминацией стали две резолюции: Риекская (3 октября 1905 года) и Задарская (17 октября 1905 года), в которых заявлялось о совместной борьбе сербского и хорватского народов за освобождение из под господства Габсбургов. В октябре—декабре 1905 года была сформирована Хорватско-сербская коалиция во главе с лидером Сербской народной независимой партии С. Прибичевичем. В неё также вошли Хорватская партия права, Хорватская прогрессивная партия, Сербская независимая партия и Сербская радикальная партия. Коалиция выступала за сохранение системы дуализма в Австро-Венгрии при условии проведения реформ за национальное самоопределение. Решение сербско-хорватских разногласий было названо одним из условий нормальной жизни в стране.
Перед началом Первой мировой войны хорватские политики разделились на две группы в своем отношении к взаимодействию с сербами. Те, кто считал возможным объединение с Сербией, подверглись резкой критике со стороны лиц, выступавших за создание независимой Хорватии.
Хорватский историк Драго Роксандич писал, что начиная с 1912 года из армии Австро-Венгрии началось массовое увольнение офицеров-сербов. После того как в Сараеве сербом Гаврилой Принципом был убит наследник австро-венгерского престола Франц Фердинанд, в австро-венгерском обществе усилились антисербские настроения. Сербы были названы «народом-предателем» в Австро-Венгрии. В июле 1914 года по территории Хорватии и Славонии, где жили сербы, прокатилась волна демонстраций и антисербских погромов. Разрушение православных церквей и осквернение сербских кладбищ произошли в Загребе, Славонском Броде, Шибенике, Сплите, Дубровнике и в других населённых пунктах Хорватии. После начала Первой мировой войны многие сербы как ненадежные граждане были заключены в тюрьмы и концентрационные лагеря. Во время войны многие сербские общественные деятели подверглись судебному преследованию за «великосербскую пропаганду». Указом бана Хорватии и Славонии была полностью запрещена кириллица, а многие сербские газеты в Хорватии закрыты. Сербское предпринимательское общество, основанное в 1897 году, во время войны было закрыто. После начала мобилизации тысячи сербов из Хорватии были призваны в австро-венгерскую армию. Многие из них были направлены на фронт воевать против сербской и черногорской армий. Однако часто сербы либо сдавались в плен, либо добровольно переходили на сторону русской (на Восточном фронте) и сербской (на Балканском фронте) армий. Многие сербы, до войны эмигрировавшие из империи Габсбургов, вступали добровольцами в сербскую армию на Салоникском фронте.

### 1918—1941
Когда начался распад Австро-Венгрии, политические партии Хорватии, Далмации, Истрии и Словении 5—6 октября 1918 года в Загребе создали Народное вече словенцев, хорватов и сербов. Вече являлось органом власти, целью которого было объединение южнославянских народов Австро-Венгрии в независимое государство. 29 октября того же года Хорватский сабор объявил о разрыве отношений с Австро-Венгрией и создании самостоятельного Государства словенцев, хорватов и сербов. Вече стало верховным органом власти нового государства, его возглавил словенский политик А. Корошец, его заместителем стал глава Хорватско-сербской коалиции С. Прибичевич. Хорватские сербы в это время все сильнее поддерживали идеи югославизма и, опасаясь повторения военного террора, требовали от представителей хорватско-сербской коалиции выступить за создание Югославии.
Спустя один месяц, 24 ноября 1918 года Народное вече в Загребе приняло решение объединиться с Королевством Сербия. Анте Павелич, который участвовал в переговорах с Сербией по вопросу объединения, позднее вспоминал, что за создание единого государства с Сербией выступало население Бачки, Баната, Срема, Далмации, Славонии, Боснии и Герцеговины. По мнению Павелича, если бы в тот момент была провозглашена независимая Хорватия, она бы включала в себя только Загреб с окрестностями.
В результате объединения Сербии и южнославянских земель бывшей Австро-Венгрии было создано Королевство Сербов, Хорватов и Словенцев во главе с сербской династией Карагеоргиевичей. Это государство было централизованным и вскоре перестало отвечать настроениям хорватских масс, которые желали значительной автономии или независимости. Это осложнило сербско-хорватские отношения и вызвало ряд политических кризисов.
Согласно переписи населения, в 1921 году на территории современной Хорватии и Срема (в настоящее время в составе Сербии) проживало 764 901 сербов, из них 658 769 на территории хорватско-славонского участка бывшей Военной границы и 106 132 в Далмации.
В межвоенный период на территории современной Хорватии были отмечены значительные миграции сербского населения. Кроме сербов, живших в Хорватии со времен Австрийской империи, в ряд районов Славонии переселялись сербские ветераны войны и добровольцы, которым государство предоставляло землю для поселения.

### 1941—1945
После вторжения стран Оси в Югославию на территории Хорватии и Боснии и Герцеговины было создано Независимое государство Хорватия. В Хорватии установился пронацистский режим усташей. Сербы наравне с евреями и цыганами были объявлены врагами хорватского народа. После этого начались преследования и геноцид сербов в Хорватии. Усташи приняли дискриминационные законы в отношении сербов, запрещающие кириллицу, жестко ограничили права православного населения и активно начали разделение сербского и хорватского языков. На территории Хорватии и Боснии и Герцеговины развернулась кампания по уничтожению сербов: массовые убийства, погромы, депортации. В своей речи в Госпиче 22 июня 1941 года один из лидеров усташей Миле Будак сформулировал программу действий по отношению к сербам, которая 26 июня была опубликована газетой «Hrvatski List»:
Одну часть сербов мы уничтожим, другую выселим, остальных переведём в католическую веру и превратим в хорватов. Таким образом скоро затеряются их следы, а то, что останется, будет лишь дурным воспоминанием о них. Для сербов, цыган и евреев у нас найдётся три миллиона пуль.
Точное число жертв неизвестно до сих пор. По разным оценкам, именно в результате геноцида погибло от 197 000 до 800 000 сербов. Около 240 000 сербов были насильно обращены в католичество, ещё 400 000 были вынуждены бежать в Сербию.
Значительная часть жертв геноцида погибла или пострадала в многочисленных концлагерях, созданных хорватскими усташами. Сразу после провозглашения нового государства усташи начали создавать лагеря двух типов: депортационные и концентрационные. В первые людей отправляли для последующей депортации из Хорватии: такие лагеря находились в Цапраге близ Сисака, Бьеловаре и Славонска-Пожеге. Вторые (такие, как Ясеновац, Ястребарско, Ядовно и др.) стали местом массовых убийств и символом террора со стороны усташей. Концлагеря в НГХ начали создаваться уже в апреле 1941 года.
На оккупированных районах Югославии развернулось широкое освободительное движение. Зародившись в Далмации, оно получило отклик на территории всей Югославии. Борьбу с военными формированиями НГХ и частями Вермахта вели партизаны-коммунисты под руководством Йосипа Броз Тито. Политика сербского националистического движения четников под руководством Дражи Михайловича в разные периоды варьировалась от борьбы с немецкими частями до сотрудничества с ними. Четники на контролируемых ими территориях вели в свою очередь террор против несербского мирного населения.
Сербы с территорий бывшей Военной границы внесли значительный вклад в борьбу с немецкими подразделениями и хорватскими усташскими и домобранскими формированиями. В 1943 году их количество в рядах четников составило 7000, в рядах партизан — 28 800 бойцов. В 1945 году в рядах четников было 4000, а в рядах партизан 63 710 сербов с территорий Краины. Во время похода партизанских пролетарских бригад в Боснийскую Краину летом 1942 года помощь бригадам оказывали партизанские отряды Лики и Далмации, в которых также служили сербы. 8 мая 1945 года, в день подписания Германией безоговорочной капитуляции, подразделения Унской оперативной группы югославских войск вступили в Загреб, что ознаменовало крушение режима усташей и освобождение Хорватии от немецкой оккупации.

### 1945—1990
После Второй мировой войны была образована Социалистическая Федеративная Республика Югославия, в состав которой вошли шесть союзных республик. Была создана и Социалистическая республика Хорватия, где, как и до войны, проживало большое число сербов. Моша Пияде выступал с инициативой предоставления сербам в Хорватии национально-культурной автономии, однако лидер Югославии Иосип Броз Тито, желающий создать югославскую нацию, отказался от этой идеи. Примечательно, что в Косове автономия всё же была образована, хотя доля этнических албанцев там была меньше, чем доля сербов в Хорватии.
В сентябре 1945 года в Загребе прошёл первый съезд хорватских сербов, на котором присутствовали 30 000 человек. На нём был избран Главный совет, который выполнял роль политического представительства хорватских сербов. В Хорватии появилась сербская библиотека, музей сербов в Хорватии, издавалась сербская газета «Сербское слово» на кириллице. В середине 1950-х годов газета стала называться «Просвета», тогда же было создано и сербское культурное общество. Филиалы общества существовали в Задаре, Книне, Карловаце, Риеке. В Конституции Социалистической Республики Хорватия указывалось, что Хорватия является государством хорватского и сербского народов. Однако в 1947 году Андрия Хебранг, генеральный секретарь ЦК Коммунистической партии Хорватии, настаивал на формулировке «сербы в Хорватии», не признавая присутствия «сербского народа» в республике.
В конце 1960-х годов в среде хорватских коммунистов зарождаются новые идеи, суть которых заключалась в изменении положения республики в рамках Югославии. В Хорватии началось широкое реформационное движение, получившее название «Хорватская весна» или «Маспок» (от сербскохорватского «масовни покрет» — массовое движение). Согласно заявлениям его идеологов, оно ставило своей целью расширение прав хорватов в рамках Югославии, а также проведение демократических и экономических реформ. Участники движения протестовали против «вытягивания» таких экономически отсталых регионов Югославии, как Косово, за счёт урезания бюджета и политических прав в Хорватии. Однако они не обращали внимание на критику, которая указывала на полное равноправие югославских республик. В этот же период отмечены первые после 1945 года столкновения в Краине на национальной почве — между сербами и хорватами. Югославские СМИ опубликовали информацию, согласно которой в Хорватии составлялись списки сербов и хорватов, которые оставались лояльны Югославии. Поступали жалобы на случаи дискриминации сербов.
В 1981 году произошли беспорядки в Косове и Метохии, вызванные массовыми демонстрациями косовских албанцев, требовавших превращения автономного края в республику или его независимости от Югославии. Также руководство союзных республик Словении и Хорватии стремилось к децентрализации и демократическим преобразованиям. В свою очередь, власти в Белграде стремились подавить сепаратистские движения в стране. В начале 1990-х годов сербское руководство во главе со Слободаном Милошевичем фактически упразднило автономию Косова.
Одновременно с требованиями децентрализации и получения более широкой автономии в Словении и Хорватии происходил рост национализма. После прихода к власти в Сербии Милошевича югославское руководство заявило о необходимости централизованного управления из Белграда. Противоречия между союзными республиками и федеральным центром нарастали. Помимо роста национализма в Словении и Хорватии, сербский национализм также становился угрозой единому югославскому государству.
В марте 1989 года кризис в Югославии углубился. Сербское руководство уменьшило степень автономии Воеводины и Косова и Метохии, а также, получив поддержку от Черногории, смогло существенно влиять на принятие решений на федеральном уровне. Это вызвало протесты со стороны руководства Словении, Хорватии, Боснии и Герцеговины. После чего стали возникать призывы к реформированию югославской федерации со стороны руководителей союзных республик.
Таким образом, постепенный рост национализма в Югославии в течение 1980-х годов привёл к общеюгославскому кризису и падению коммунистической системы.
По данным Драго Роксандича, в период после Второй мировой войны большинство районов бывшей Военной Краины с большинством либо значительным процентом сербского населения оставались слаборазвитыми, несмотря на непрерывный рост инвестиций в их развитие в период 1945 года и до начала распада СФРЮ. Также во время существования СФРЮ сербы составляли значительную долю среди хорватских коммунистов, превышающую их долю в населении республики. Со временем она уменьшалась, так как в число коммунистов вливалось все больше хорватов.

### 1990—1995
Рост националистических настроений в Югославии привел к её распаду, начавшемуся в 1990 году. Пришедшее к власти в Хорватии Хорватское демократическое содружество во главе с Франьо Туджманом провело ряд мер, которые жившие в Хорватии сербы оценили как националистические и дискриминационные. Особое внимание они обращали на запрет кириллицы в официальной переписке, изменение республиканских символов, массовые увольнения сербов и т. д. Летом 1990 года хорватские сербы начали создание культурно-политической автономии, которая объединяла те общины, где сербы составляли большинство либо значительный процент населения. Движение за автономию сербов в рамках Хорватии переросло в движение за присоединение к Югославии, с одной стороны, из-за политики Хорватии, направленной на полную самостоятельность республики, а с другой — из-за поданных Белградом надежд на поддержку в борьбе за объединение всех сербов в одном государстве. В историографии эти события именуются Революцией бревен. Американский исследователь Крейг Нейшн в своей монографии «Война на Балканах 1991—2002» отмечал, что национализм хорватского правительства спровоцировал сербов на ответную реакцию и они приступили к объединению муниципалитетов при поддержке сербских республиканских властей. Хотя сербы в Краине использовали тот же диалект сербскохорватского языка, что и хорваты, а их образ жизни ничем не отличался от хорватского, они были православными христианами и хорошо помнили ту резню, которую устроили хорватские фашисты в годы Второй мировой войны. В Хорватии Революцию бревен назвали сербским восстанием (хорв. Srpska pobuna). Страх хорватских сербов перед возрождением фашизма в Хорватии сами хорватские власти считали, с одной стороны, беспочвенным, а с другой — видели в нём проявления «великосербского империализма». Территории под контролем краинских сербов были названы оккупированными и было заявлено о стремлении восстановить на них конституционный порядок.
Весной 1991 года процесс размежевания усилился. Хорватия заявляла о стремлении стать независимым государством, а сербы, создавшие Сербскую Автономную Область Краина, сообщали о намерении остаться в составе Югославии. Тогда же произошли первые столкновения между силами МВД Хорватии и краинскими ополченцами. Также в них оказалась задействована федеральная Югославская Народная Армия (ЮНА), которая стремилась так называемыми «тампон-зонами» разделить противоборствующие стороны. По данным хорватских историков, уже летом 1991 года ЮНА все чаще вставала на сторону сербов. 25 июня 1991 года Хорватия провозгласила независимость. Затем хорватское правительство ввело мораторий на это решение, который завершился 8 октября. В это время уже шли бои между хорватскими силами с одной стороны и сербским ополчением и югославской армией — с другой. В сентябре—октябре 1991 года хорватские формирования также начали атаки на казармы ЮНА. На территориях, где сербы составляли большинство населения, в декабре 1991 года было создано самопровозглашённое государство хорватских сербов Республика Сербская Краина.
Весной 1991 года на территорию САО Краины начали прибывать беженцы с территорий под контролем Загреба. Некоторые из них затем уезжали в Сербию или Черногорию, но около 100 000 осталось в Краине. Красный крест Югославии сообщил о 250 000 беженцев сербской национальности с территории Хорватии в 1991 году. Беженцы прибывали вплоть до перемирия в январе 1992 года. В то же время десятки тысяч хорватов и мусульман под давлением сербов в этот же период бежали с территории Краины в Хорватию. Хорватский историк Никица Барич писал, что с территорий под контролем сербов бежало до 300 000 несербского населения, однако данные переписи населения за 1991 год показывают, что общая численность хорватов и представителей других национальностей на территории будущей Краины не превышала 220 000 человек. После притока сербских беженцев с территорий, подконтрольных хорватскому правительству и бегства несербского неаселения на территории Сербской Краины проживало 433 600 человек (91 % — сербы, 7 % — хорваты, 2 % — представители других национальностей). Площадь РСК составляла 17 040 квадратных километров.
Всего же под властью краинских сербов оказалось 30 % территории Хорватии. Между вооружёнными формированиями краинских сербов и хорватскими войсками начались боевые действия. Хорватия стремилась вернуть под свой контроль мятежные сербские земли, а краинские сербы пытались добиться независимости от Загреба. Эта борьба шла практически 4 года, в ходе которых Республика Сербская Краина де-факто была независимым государством.
На протяжении 1991 года хорватскими гвардией и полицией были совершены многочисленные преступления против гражданского сербского населения. Наиболее известные из них произошли в Сисаке, Госпиче, Вуковаре, сёлах Западной Славонии. Сербские формирования также совершали многочисленные военные преступления против хорватских военных и гражданских лиц, среди которых были убийство хорватских военнопленных в Вуковаре, резня в Ловасе и резня в Вочине.
Согласно сообщениям Комиссариата по делам беженцев ООН, к 1993 году только с территорий под контролем центральных хорватских властей была изгнана 251 000 сербов (Красный крест Югославии сообщил о 250 000 беженцев сербской национальности с территории Хорватии ещё в 1991 году. Беженцы оседали в основном в Республике Сербская Краина (РСК) или в Союзной Республике Югославии. Некоторые уезжали в США, Австралию, Канаду и т. д., образуя там многочисленные диаспоры. По данным Елены Гуськовой, в 1994 году на территории Союзной Республики Югославии находилось более 180 000 беженцев и перемещённых лиц из Хорватии.
В 1995 году в ходе операций «Молния» и «Буря» хорватские войска сумели захватить практически всю территорию Сербской Краины. В результате операции «Буря» от 150 000 до 250 000 краинских сербов бежало из Хорватии в Сербию и Республику Сербскую и до 2000 краинских сербов были убиты. Из оставшихся сербов было убито по данным хорватских источников 100—300 человек. По данным Human Rights Watch, были убиты 150 оставшихся сербов, ещё 110 пропали без вести, хотя хорватские власти во время проведения операции гарантировали безопасность сербам, решившим остаться в своих домах. Многие дома сербов были разрушены с целью не допустить возвращения сербов в свои дома после войны.
Хорватский историк Никица Барич писал, что в 2001 году на территории Книнской Краины жило почти в шесть раз меньше сербов, нежели в 1991 году.
В Сербии, Черногории и Боснии и Герцеговине в 2005 году проживало 200 000 человек со статусом беженцев из Сербской Краины, покинувших свои дома в 1995 году.

## Положение сербов в Хорватии в настоящее время
Отношения между сербами и хорватами в 90-х годах XX века были очень напряжёнными. После 2000 года ситуация стала меняться в лучшую сторону, однако проблемы сербско-хорватских отношений в Хорватии остаются. Сербы в Хорватии часто подвергаются социальной дискриминации. В последние годы напряжённость между хорватскими сербами и хорватами удалось сгладить благодаря тому, что партия сербов в Хорватии «Независимая демократическая сербская партия» получила места в правительстве Хорватии. Главной проблемой является возвращение сербских беженцев, покинувших страну во время войны в 90-х годах.
По данным российского историка Ирины Рудневой, ссылающейся на доклад Европейского совета по правам беженцев, хорватские власти препятствуют реализации прав возвращающихся сербских беженцев на владение недвижимостью или получение компенсации за её потерю. Отмечены случаи, когда сербы испытывали трудности в возвращении жилья несмотря на наличие судебного решения в их пользу. Отмечены случаи дискриминации сербов при трудоустройстве.
По данным УВКБ ООН, опубликованным в 2008 году, 125 000 сербов были зарегистрированы как вернувшиеся в Хорватию, из которых 55 000 остались жить на постоянной основе.

### Политика
В настоящее время сербы представлены тремя депутатами в хорватском парламенте. Все три места занимают представители Независимой демократической сербской партии (СДСС). Сербы Бранко Грчич и Миланка Опачич занимают должности вице-премьеров в хорватском правительстве. Также в Хорватии зарегистрированы Сербская народная партия (СНС), Партия дунайских сербов, Демократическая сербская партия, Демократический союз сербов, Новая сербская партия.

### Религия
Большинство сербов в Хорватии исповедуют православие и канонически входят в Загребско-Люблянскую митрополию и три иные епархии Сербской православной церкви. На территории Хорватии существует ряд православных монастырей, которые были построены ещё в Средние века. Самыми известными сербскими православными монастырями в Хорватии являются: Монастырь Драгович, Монастырь Крка, Монастырь Крупа, Монастырь Лепавина и Монастырь Гомирье. Множество сербских православных церквей в Хорватии были разрушены во время Второй мировой войны и во время гражданской войны в Югославии. Некоторые церкви были восстановлены в последние годы хорватскими властями при помощи сербской диаспоры. В сентябре 2016 года состоялся первый в истории визит Вселенского Патриарха в Сербскую Церковь, проходивший на территории Хорватии.

### Символы
9 апреля 2005 года на учредительном заседании Национального координационного совета сербского меньшинства в Хорватии, было решено принять флаг сербов Хорватии. Флаг представляет собой прямоугольное полотнище трёх цветов: красного, синего, белого, без каких-либо других символов. 26 апреля 2005 года Совет по делам национальных меньшинств Хорватии узаконил флаг хорватских сербов. Флаг должен быть размещен в помещениях Совета сербского меньшинства, сербских организаций в Хорватии вместе с флагом Хорватии. Герб сербского меньшинства в Хорватии до сих пор не принят. В ходе хорватской войны краинские сербы активно использовали флаг и герб Сербской Краины.

### Язык
Согласно законам Хорватии, если в том или ином муниципалитете доля представителей национального меньшинства превышает треть от общей численности населения, то язык данного меньшинства может получить официальный статус. Данный закон был принят в 2002 году. Спустя некоторое время после его принятия в 13 муниципалитетах Хорватии в местное законодательство были внесены поправки, позволяющие использовать сербский язык. Четыре таких муниципалитета расположены в Вуковарско-Сремской жупании (Вуковар, Борово, Маркушица, Трпня), три — в Шибенско-Книнской (Бискупия, Цивляне и Кистанье), три — в Сисакско-Мославинской (Двор, Вргинмост и Маюр), два — в Осиекско-Бараньской (Эрдут и Ягодняк) и один — в Карловацкой (Крняк). С началом процесса евроинтеграции Хорватии законодательство в области использования языков подверглось значительной либерализации. Во многих муниципалитетах, где проживают сербы, было разрешено использовать сербский язык в школьном и дошкольном образовании, в работе местных советов, была установлена двуязычная топонимика и т. д. В то же время, часть хорватской общественности противится официальному использованию сербского языка. Известность получили протесты хорватских ветеранов войны 1991—1995 годов и их сторонников в Вуковаре, когда местный совет принял решение придать сербскому языку в городе статус официального.

## Комментарии
1. ↑  Статус 22-х национальных меньшинств в Республике Хорватия, перечисленных Конституцией Хорватии (Часть I «Исторические основы» // Архивная копия от 23 апреля 2020 на Wayback Machine Конституция Хорватии на сайте хорватского Конституционного суда  (хорв.) (англ.) Архивная копия от 23 апреля 2020 на Wayback Machine), регулируется Конституционным Законом о правах национальных меньшинств в Республике Хорватия (The Constitutional Act on The Rights of National Minorities in the Republic of Croatia Архивная копия от 17 сентября 2016 на Wayback Machine). Большинство конституционных документов Социалистической Республики Хорватии до 1990 года, начиная с документов, принятых ЗАВНОХом, гласило, что хорваты и сербы — государствообразующие народы Республики.